# Who's Greatest Hits
Who's Greatest Hits è una compilation del gruppo musicale The Who, pubblicata nel 1983.

## Tracce
- Tutti i brani sono scritti da Pete Townshend, tranne dove indicato.

Side 1
1. Substitute – 3:50
2. The Seeker – 3:14
3. Magic Bus – 3:25
4. My Generation – 3:19
5. Pinball Wizard – 3:03
6. Happy Jack – 2:12
7. Won't Get Fooled Again – 3:38

Side 2
1. My Wife (John Entwistle) – 3:36
2. Squeeze Box – 2:43
3. Relay – 3:48
4. 5:15 – 4:53
5. Love, Reign o'er Me – 3:07
6. Who Are You – 5:02